# Чамля (Брестская область)
Ча́мля (бел. Чамля) — деревня в Пинском районе Брестской области Белоруссии. В составе Бобриковского сельсовета. Расположена в 5 км от автодороги Ганцевичи — Логишин (Р-105) и в 55 км от города Пинск. Население — 60 человек (2019).

## История
В конце XIX века поселение состояло из деревни и одноимённого хутора, которые принадлежали Бортновским. На начало XX века 12 сельчан занимались изготовлением ободьев, колёс и саней.